# 구급차

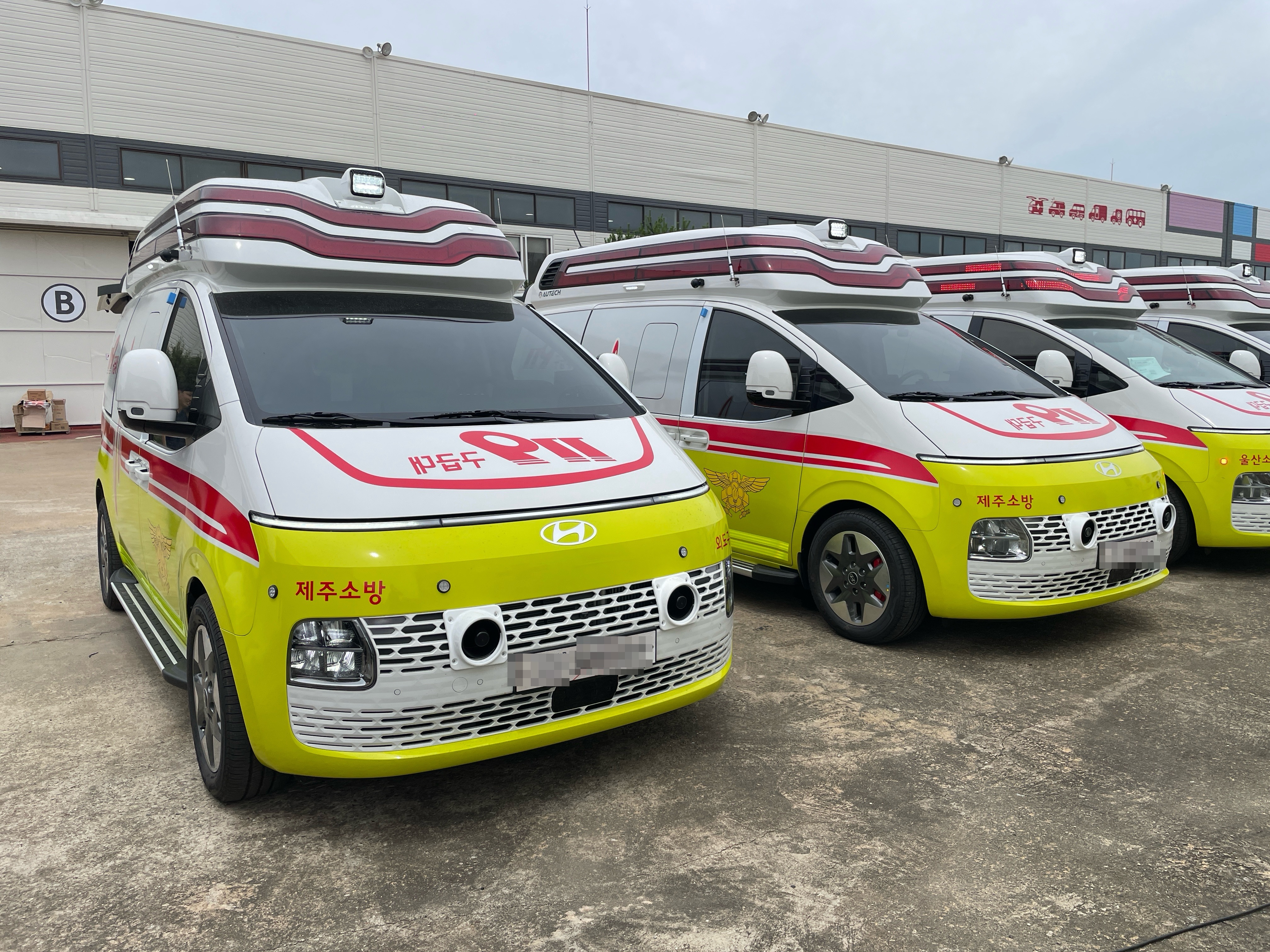
제주소방본부에 배치된 2024년형 소방특수구급차

구급차(救急車) 또는 앰뷸런스(영어: ambulance)는 환자를 병원으로 신속하게 이송할 때 사용하는 자동차이다. 구급차 안에는 환자가 눕는 침대와 각종 의료기구, 의약품 등이 비치되어 있으며, 응급처치를 할 수 있는 공간이 확보되어 있다. 대한민국의 경우, 구급차가 환자를 이송하기 위해 출동할 때는 응급구조사 1인 이상을 포함한 2인 이상의 인원이 항상 탑승하여야 한다.

## 역사

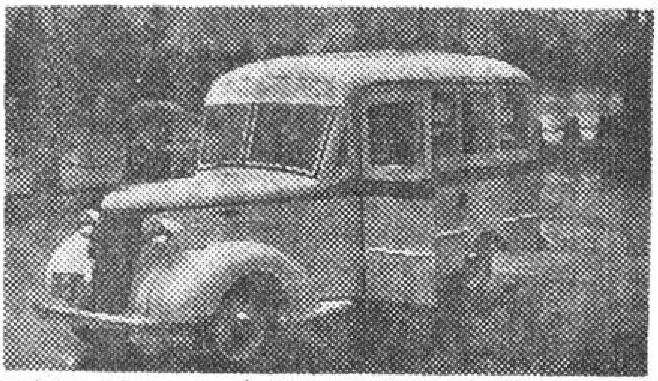
대한민국 최초의 동력 구급차(추정)

프랑스 나폴레옹 군대의 군의관인 도미니크장 라레는 1797년 전쟁터에서 부상자를 후송하기 위해 마차 형태의 "날으는 앰뷸런스(ambulance volante)"를 도입해 체계적으로 운영하였으며, 이런 방식은 다른 군대에도 점차 확산되었다. 본격적인 구급차 개념은 이때부터 시작되었다고 볼 수 있다. 이후 미국 남북전쟁 등에서 구급차를 운영하였다.

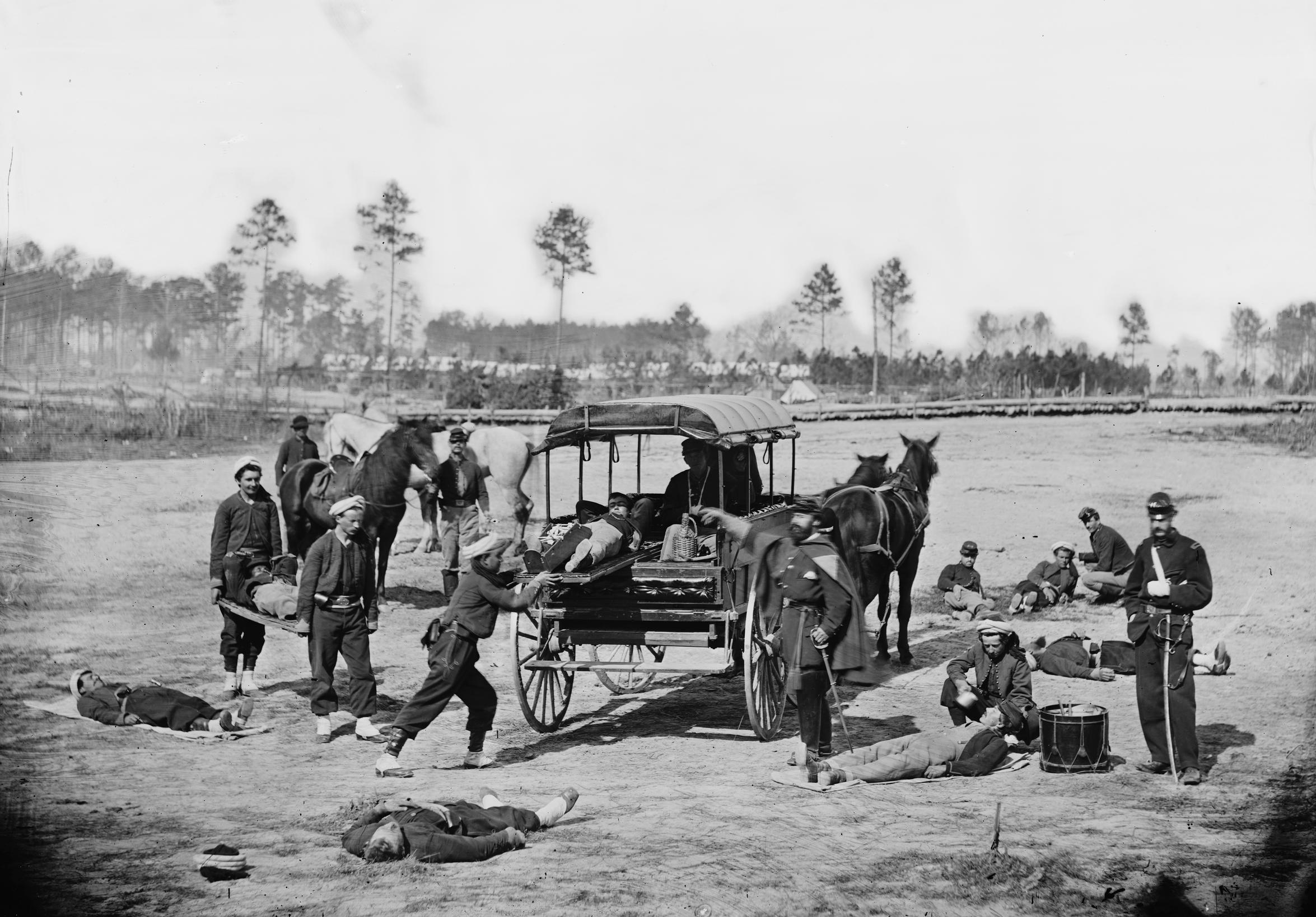
미국 남북전쟁 당시의 구급차

### 미국과 영국
최초의 병원 기반 구급차 운영은 1865년 미국 신시내티의 Commercial Hospital에서 시작되었다고 알려져 있으며, 1867년에는 영국 런던에서 천연두 환자들을 마차 형태의 이송 수단에 실어 병원으로 이송하는 서비스를 제공하였다. 또한 최초의 동력 기관으로 움직이는 구급차 운영은 1899년 미국 시카고의 Michael Reese Hospital에서 시작되었다고 알려져 있다.

### 대한민국

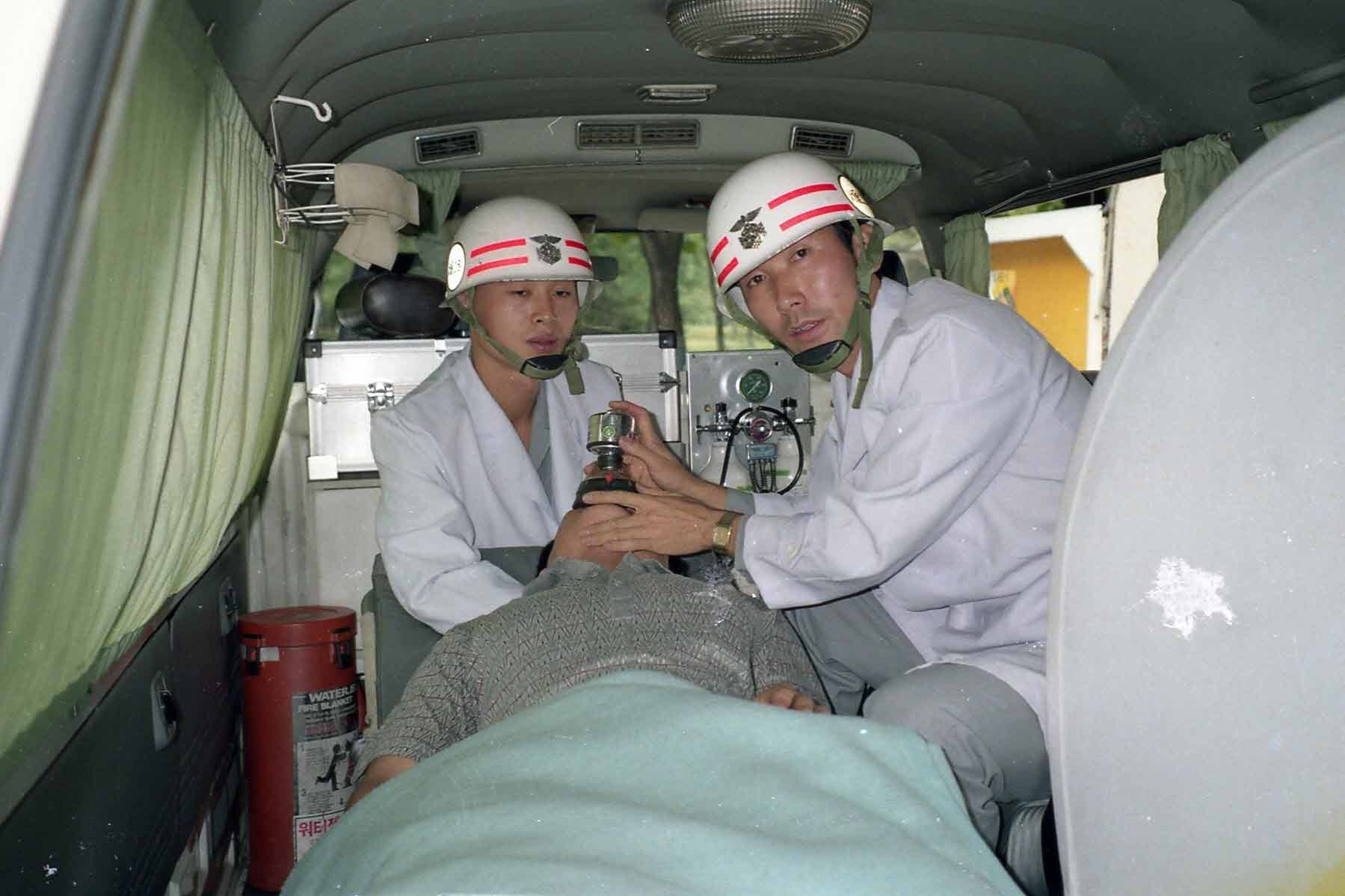
1980년대 119구급대

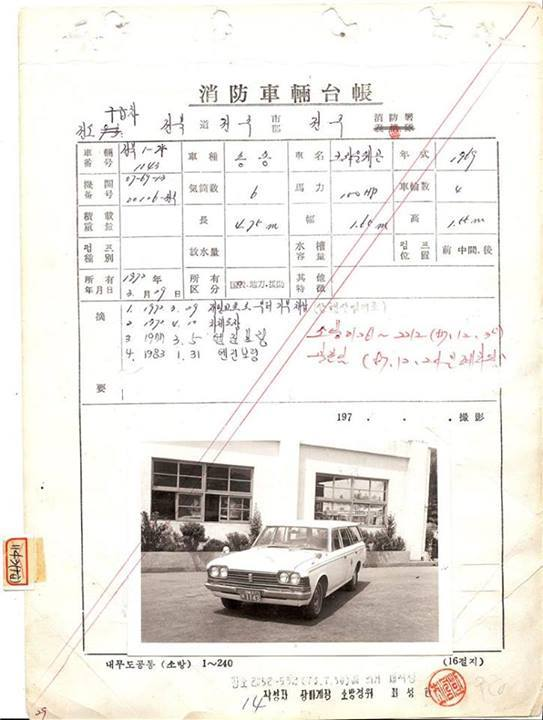
1972년 전주소방서 구급차 관리기록부

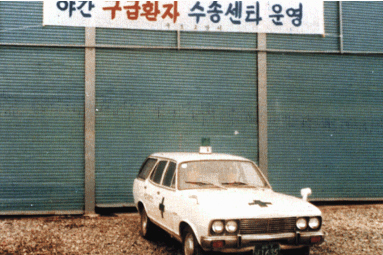
1982년 원주소방서 119구급대 모습

2012년 서울소방학교에 근무하는 조선호가 1938년 경성 소방서에 구급차가 도입되어 운행을 개시했다는 동아일보의 기사를 발견하여 대한민국 최초의 동력 구급차는 당시까지 알려진 1972년보다 34년이나 앞선 1938년부터 운행되었다고 공표하였다. 1950년대에 대한민국의 전주예수병원에서 구급차를 운영한 기록이 있으며, 1962년 개정 의료법에서 종합병원은 "구급실"과 "구급거"를 운영해야 한다고 규정하고 있다. 이외에도 경찰 등에서 필요에 따라 구급차를 운영했던 것으로 추측된다. 한편, 1972년에 전주 소방서에서 구급차를 운영한 기록이 있어 1938년 기사가 발견되기 전까지 이것이 최초의 소방서 운영 구급차로 알려져 있었다
1982년 3월, 서울에 9대의 구급차를 갖춘 소방 구급대가 창설되면서 비로소 119 구급차의 시대가 열려 현재까지 이어지고 있다. 한편, 1994년 응급의료에 관한 법률에서 "응급환자이송업"을 허가하였고 이에 따른 사설 구급차도 활동하고 있는데, 주로 병원간 이송을 담당한다.

## 구급차의 종류
119 구급차, 일반 구급차, 특수 구급차로 분류된다. 119 구급차는 나랏돈(세금)으로 운영되지만, 119구조ㆍ구급에 관한 법률에 의거, 응급상황이 아닌 경우에는 이용할 수 없게 되어 있으며, 이를 위반하는 것은 200만 원 이하의 벌금형에 처해지는 범죄행위다. 일반 구급차(초록색)에도 산소흡입기, 기도확보장치, 기본 외상처치 장비, 구급의약품 등을 규정에 맞춰 구비해야 하지만 특수 구급차(빨간색)는 기도 삽관하고 제세동을 할 수 있는 장비, 산소포화도 측정기 등을 비롯한 더 전문적인 장비와 구급의약품을 갖추고 있다.

## 차량의 식별
소방서에 배치된 구급차의 경우, 예를 들어 "청주서부/남부109호" 이렇게 표기하여 차량을 식별한다.(충청북도 기준. 각 지역마다 부르는 기준이 다르다.)

## 다양한 이송 수단
구급차 이외에도 구급선, 구급 모터싸이클, 구급 비행기(air ambulance) 등 특화된 이송수단들이 존재한다. 대한민국에는 응급환자 이송 전용의 헬리콥터 "닥터 헬기"가 운영되고 있다.

## 갤러리

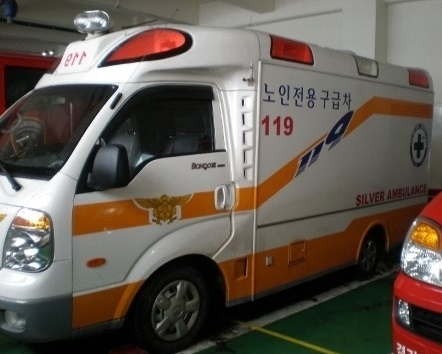
대한민국 평택소방서의 노인전용 구급차
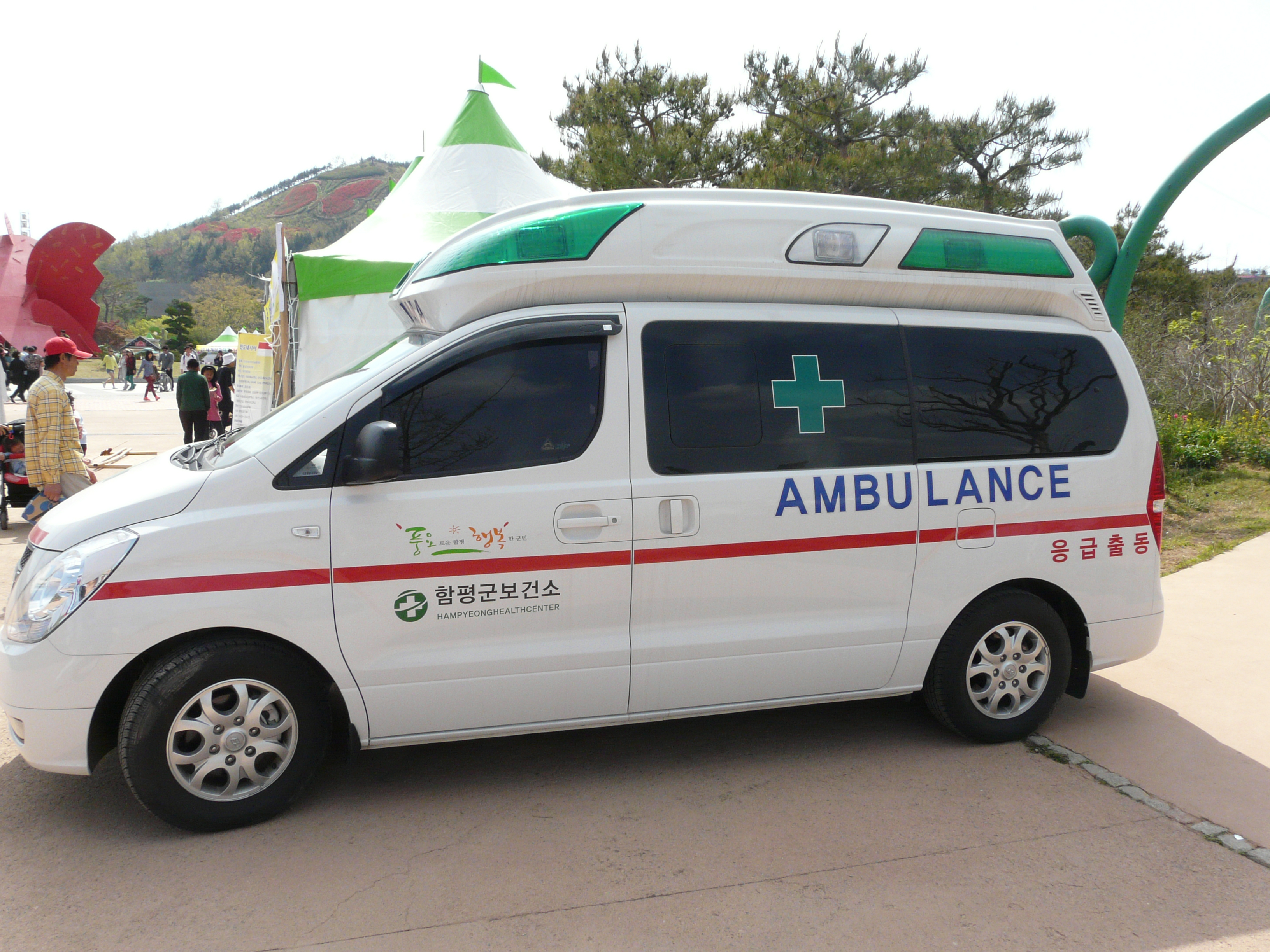
함평보건소의 구급차
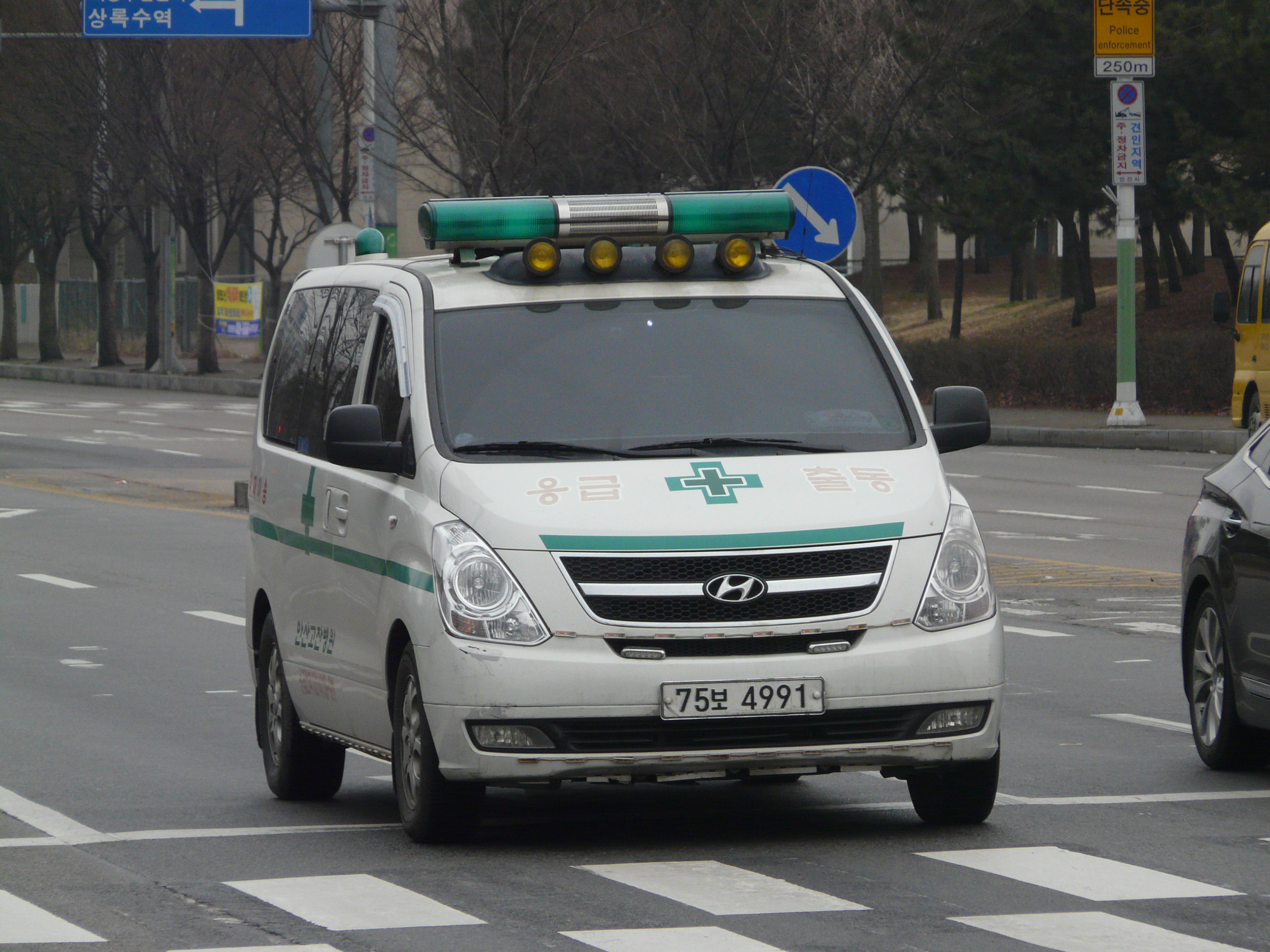
민간구급차
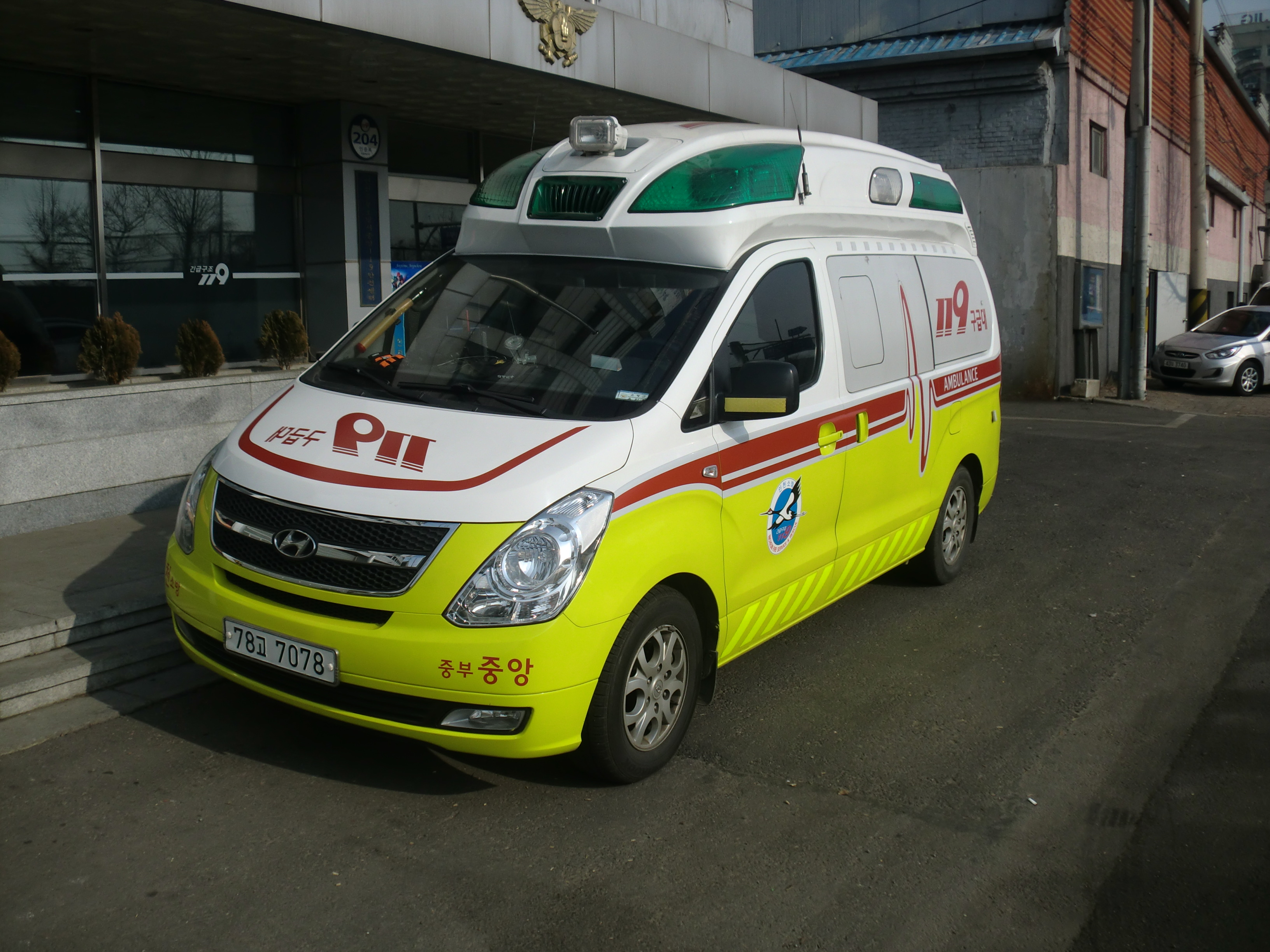
인천중부소방서의 구급차
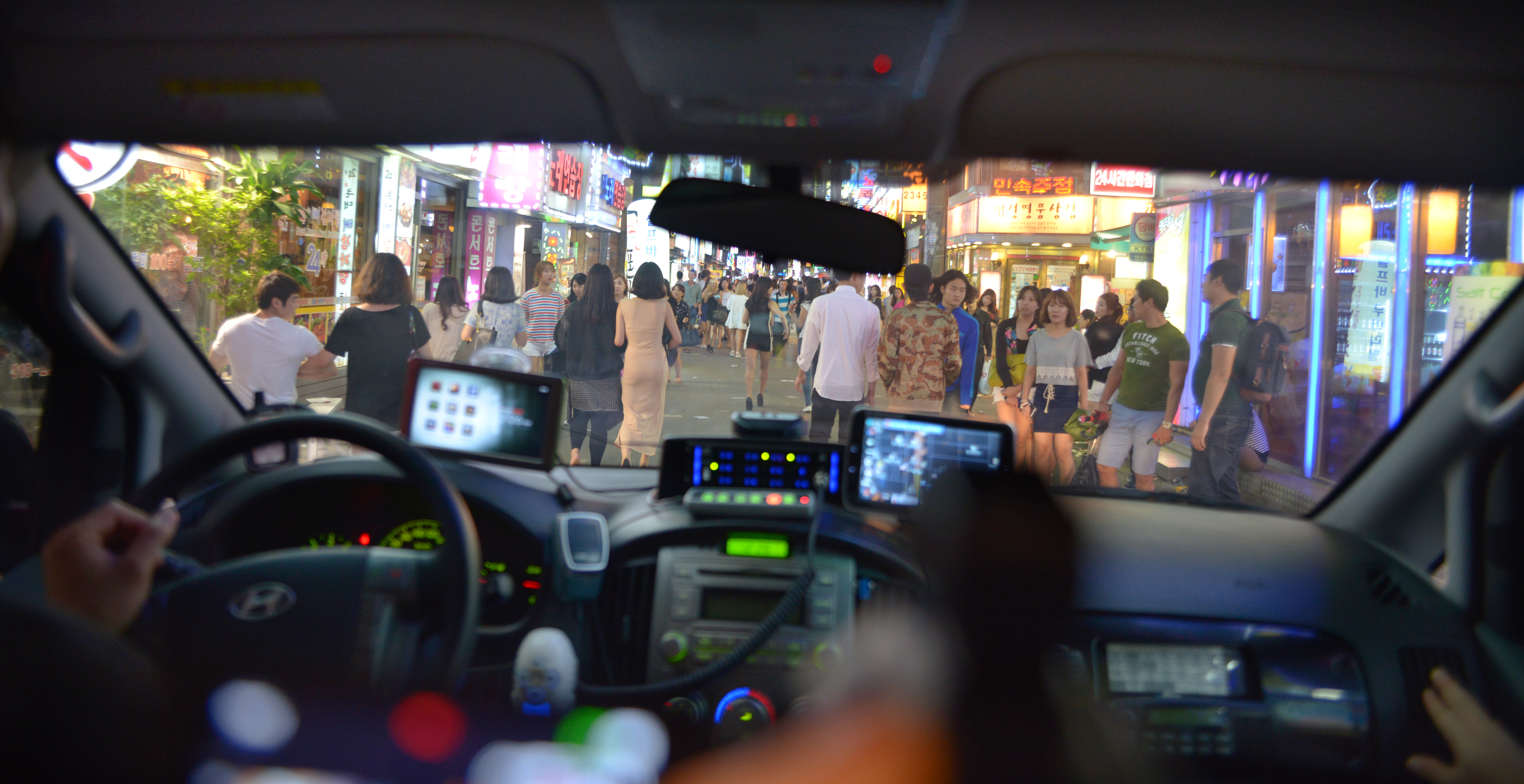
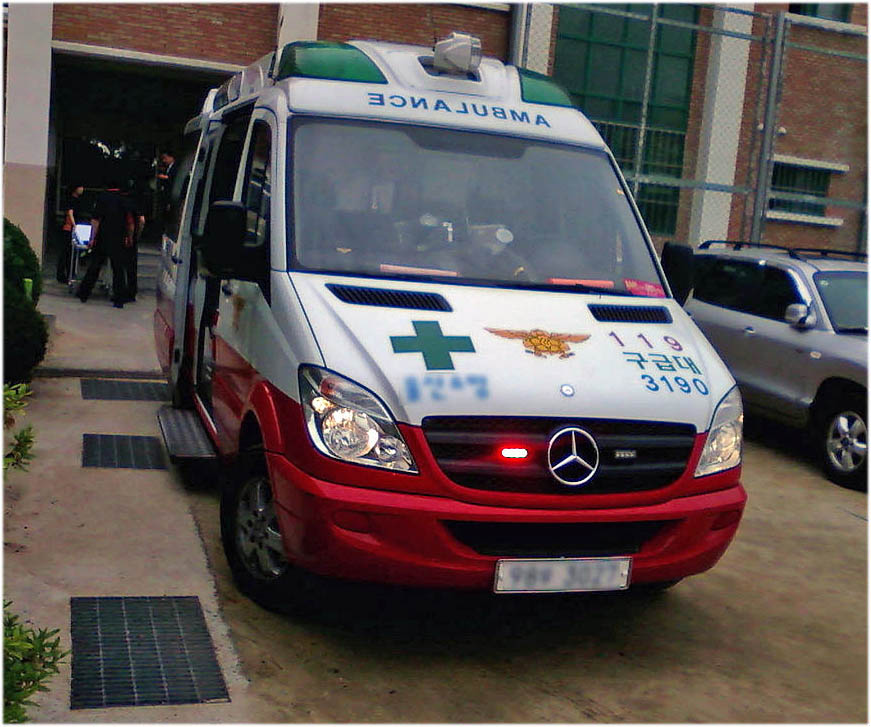
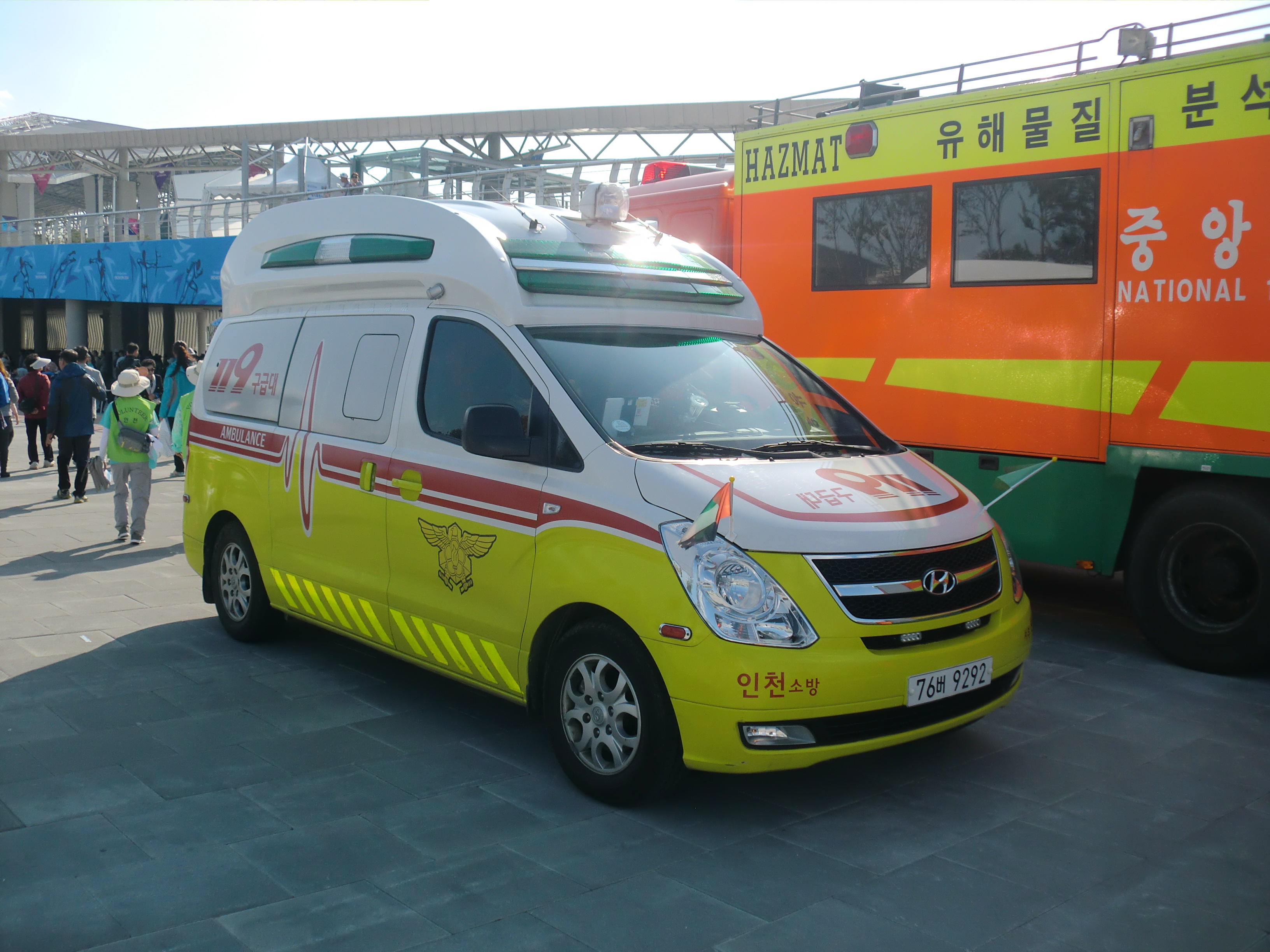
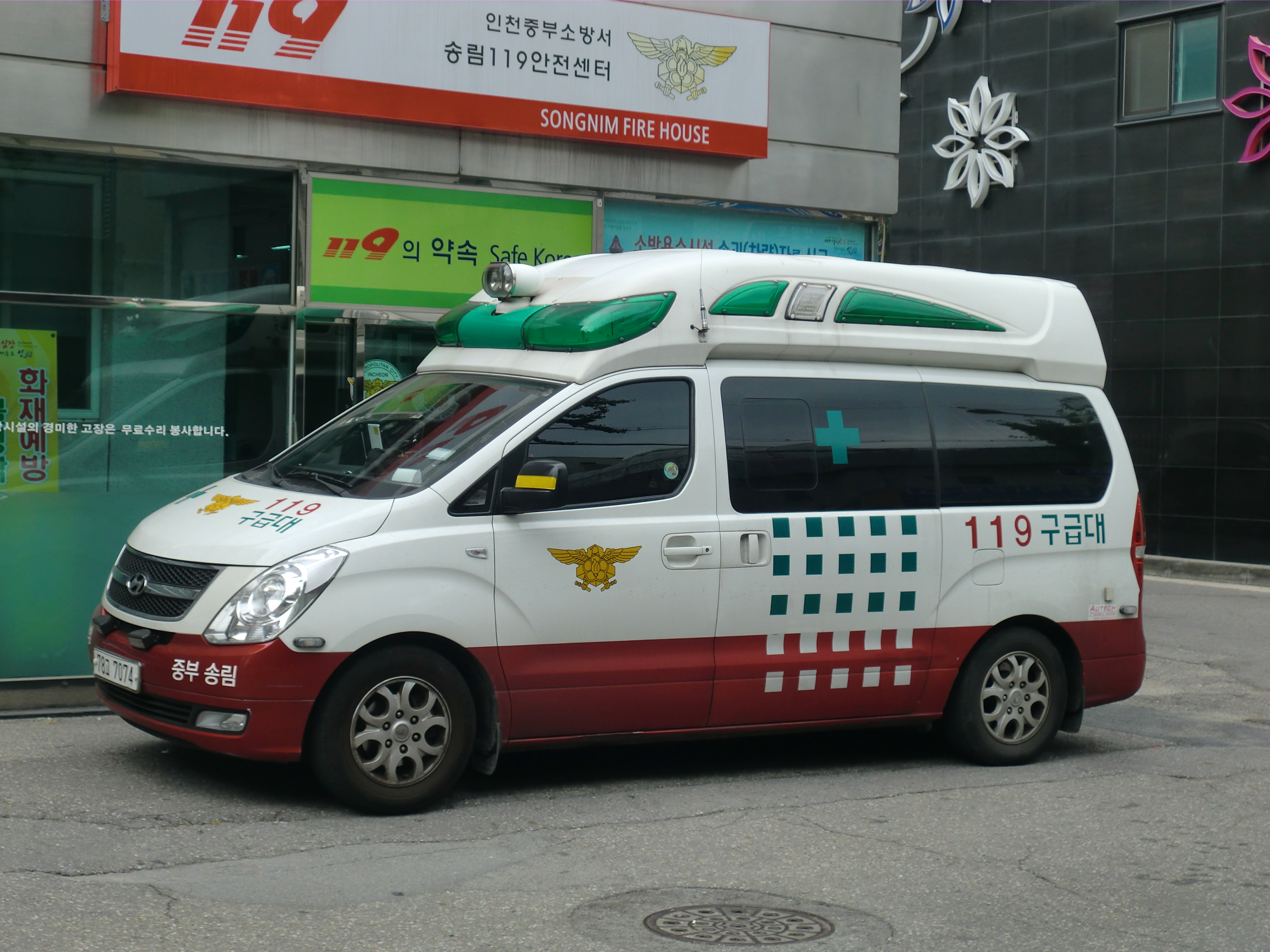
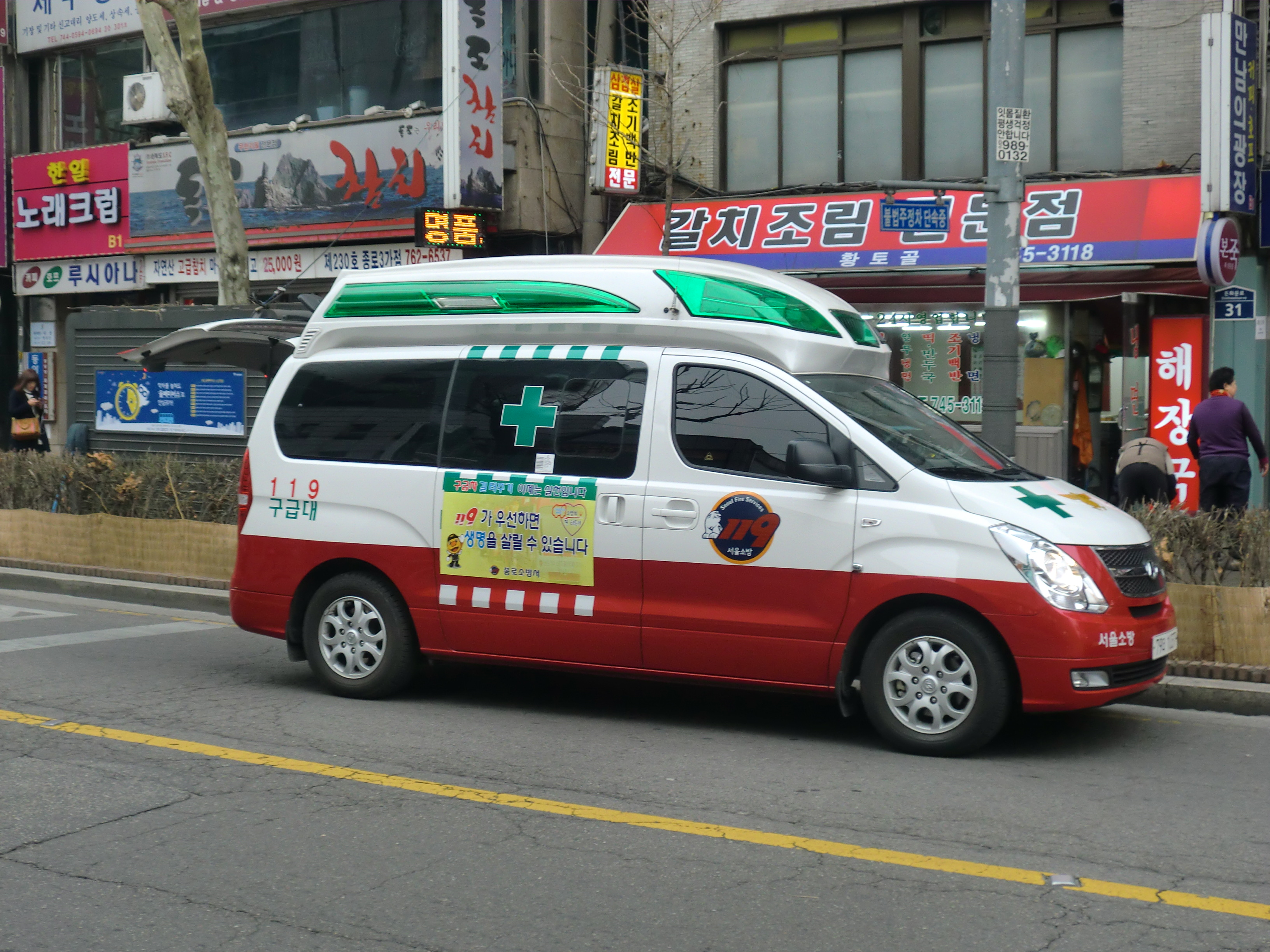
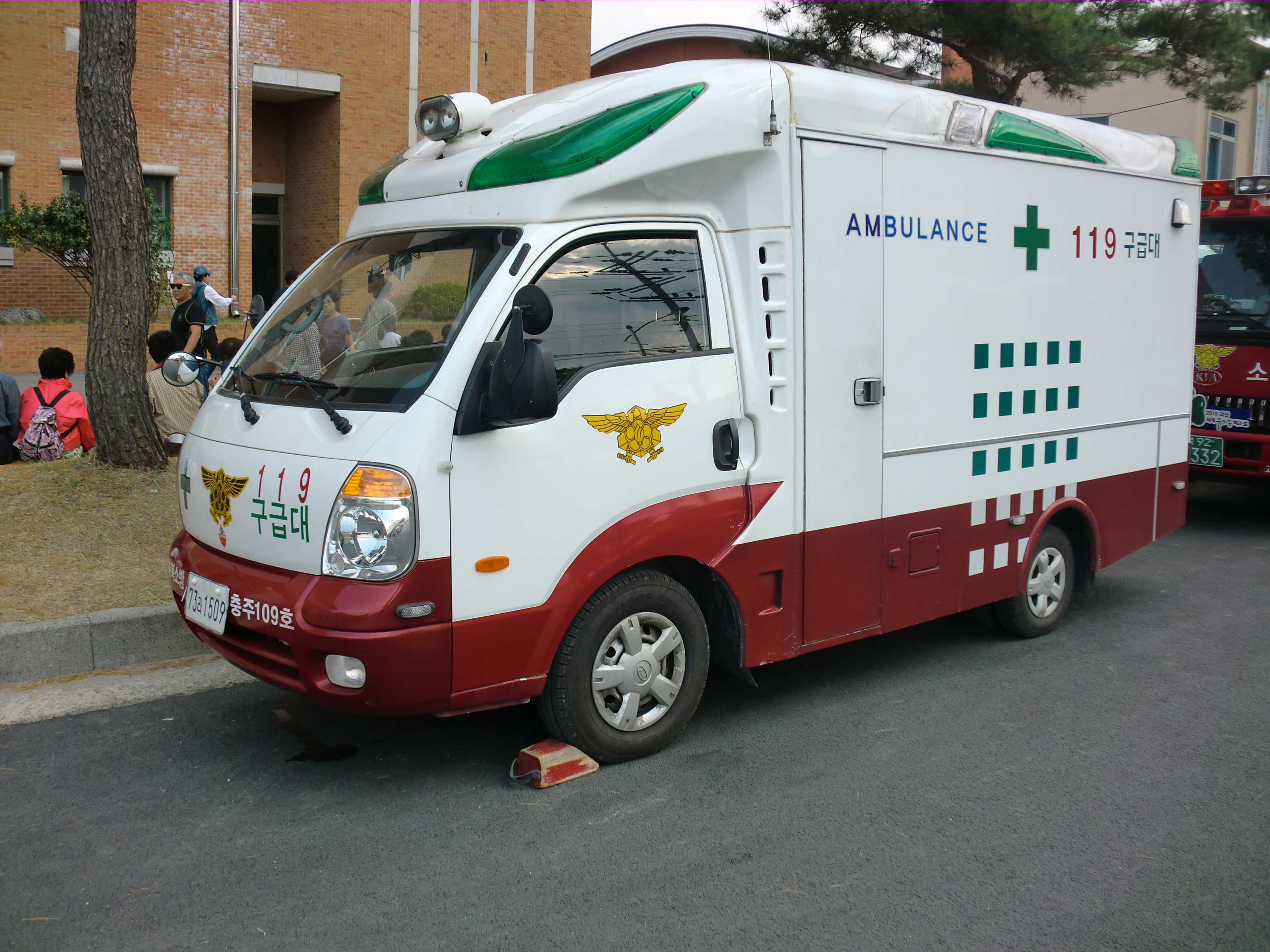
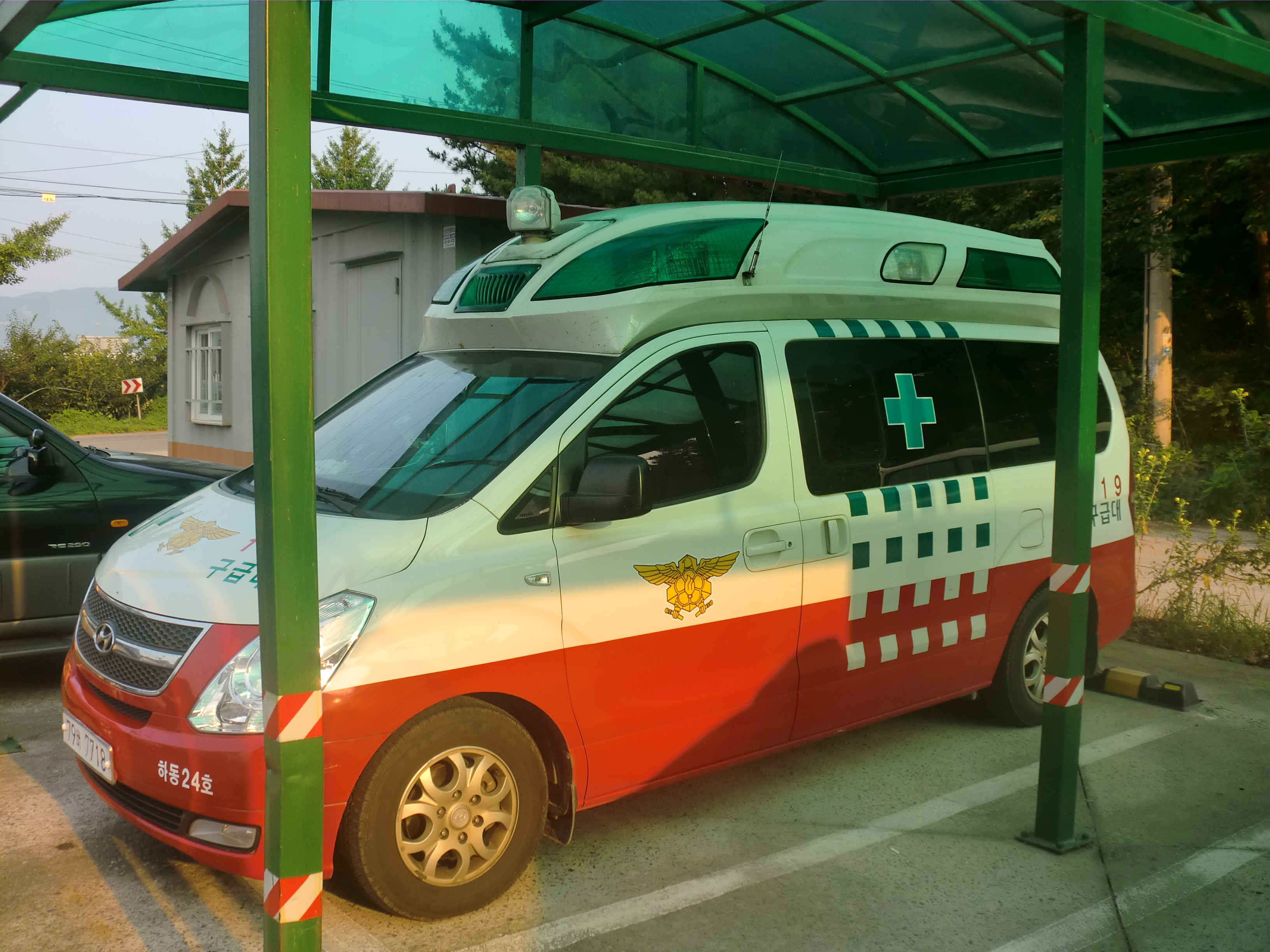
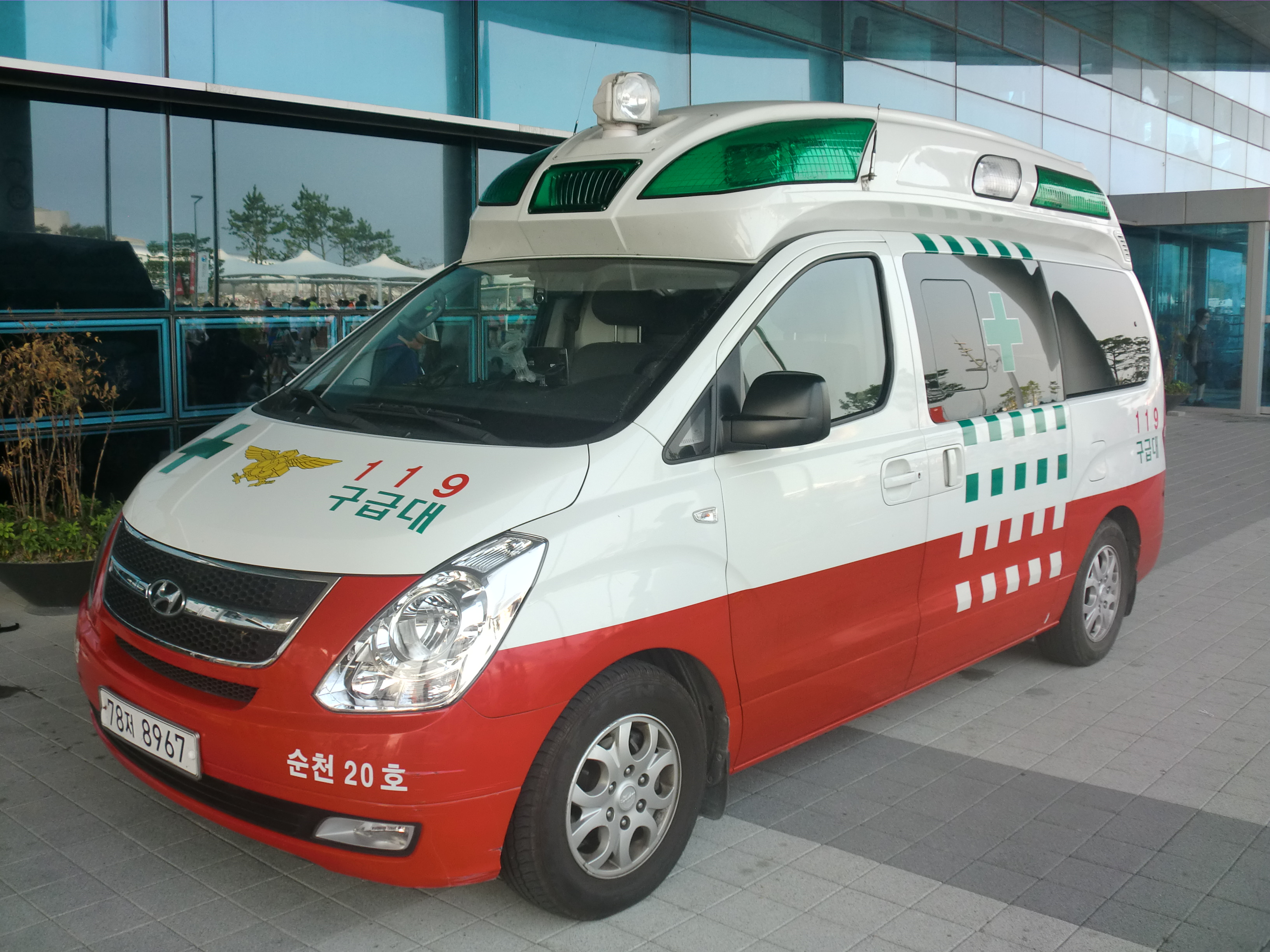
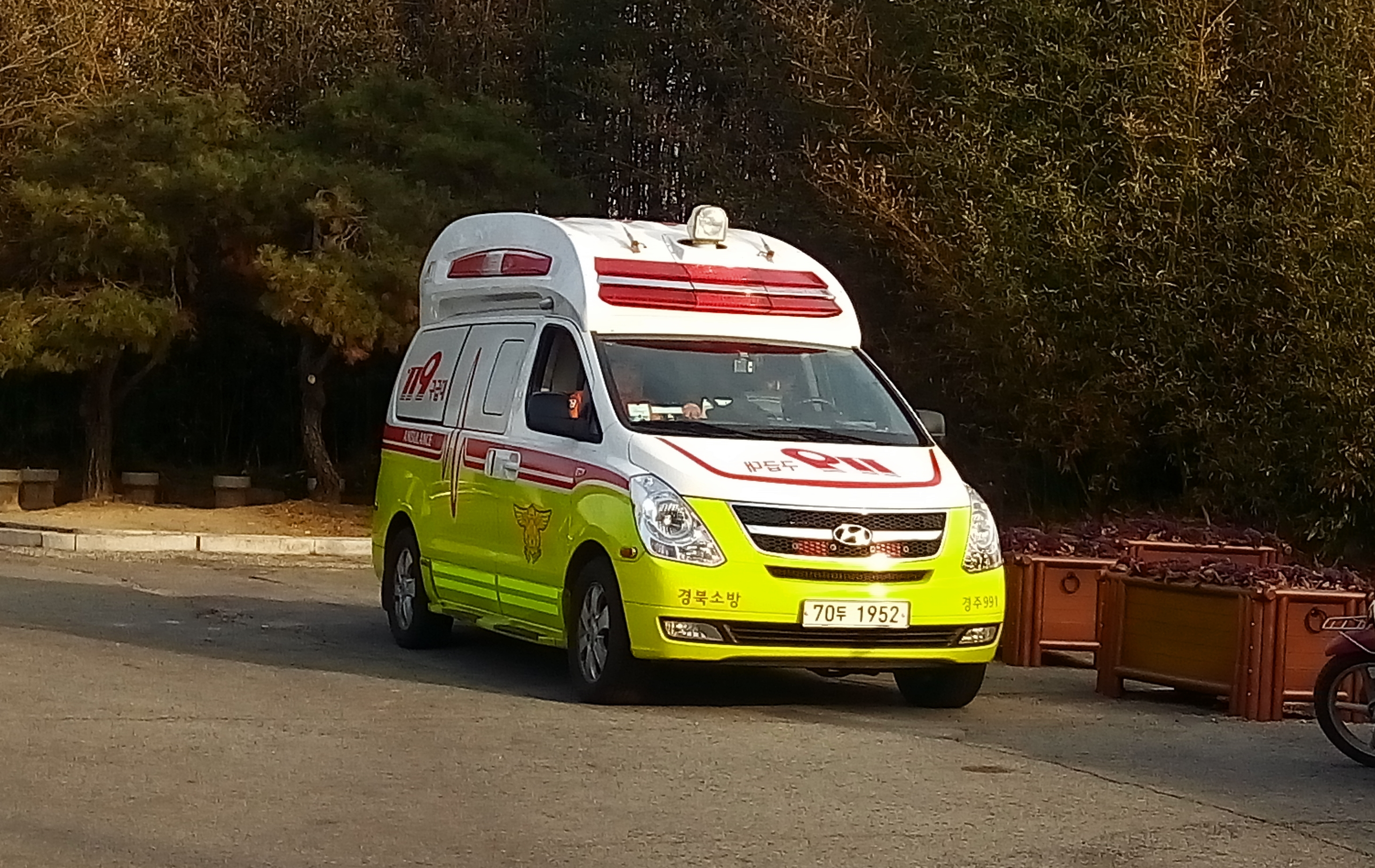
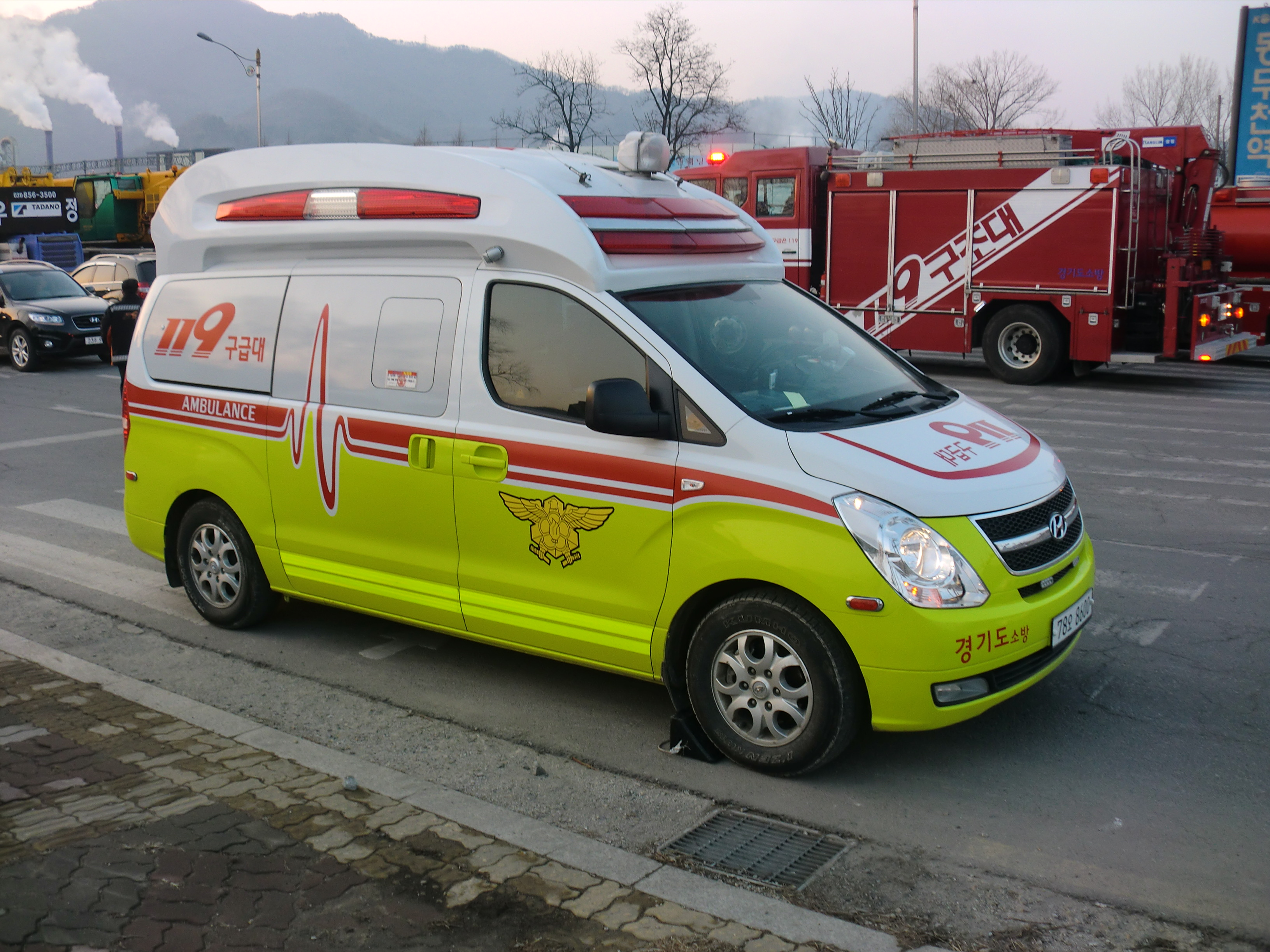
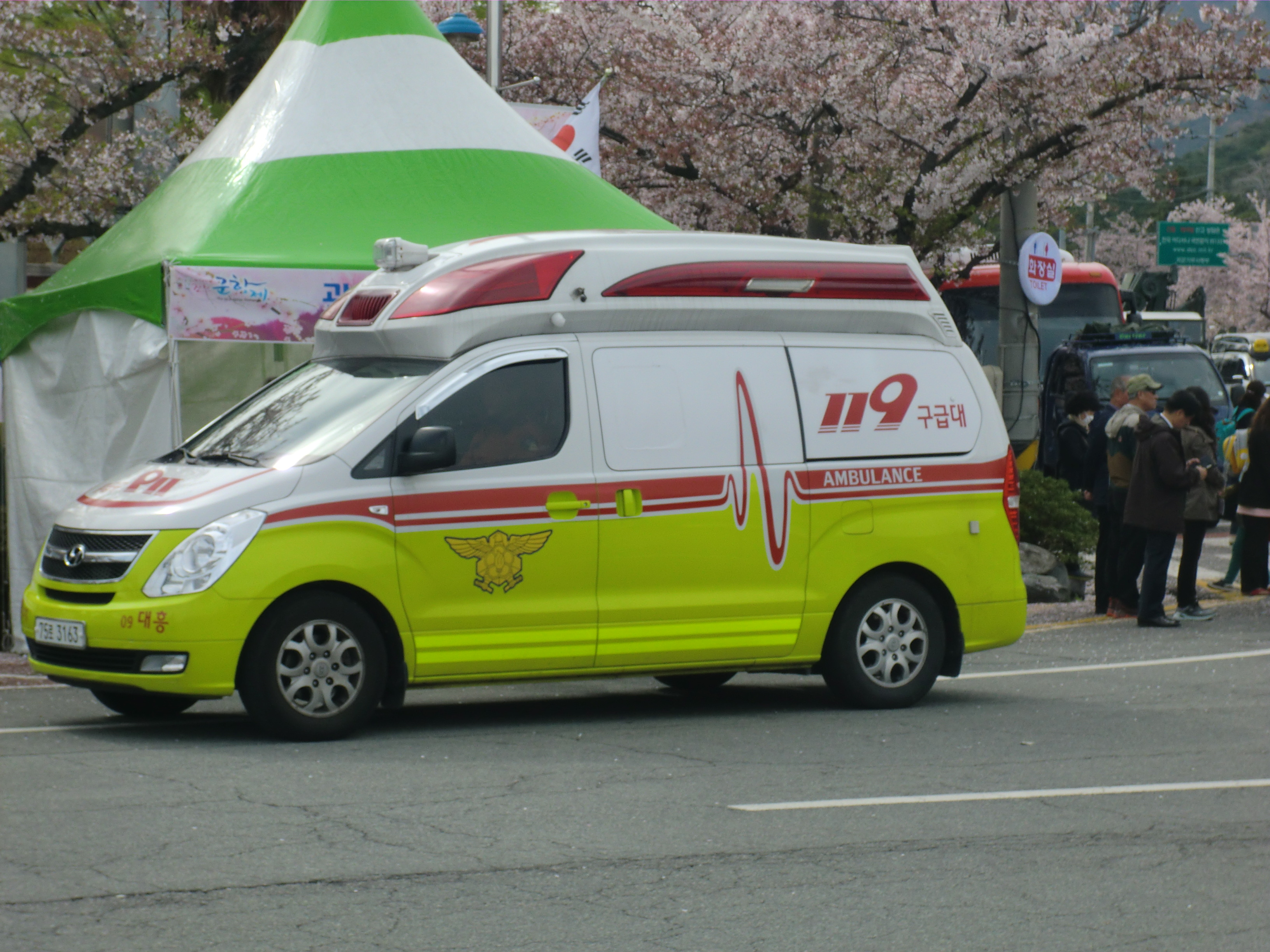
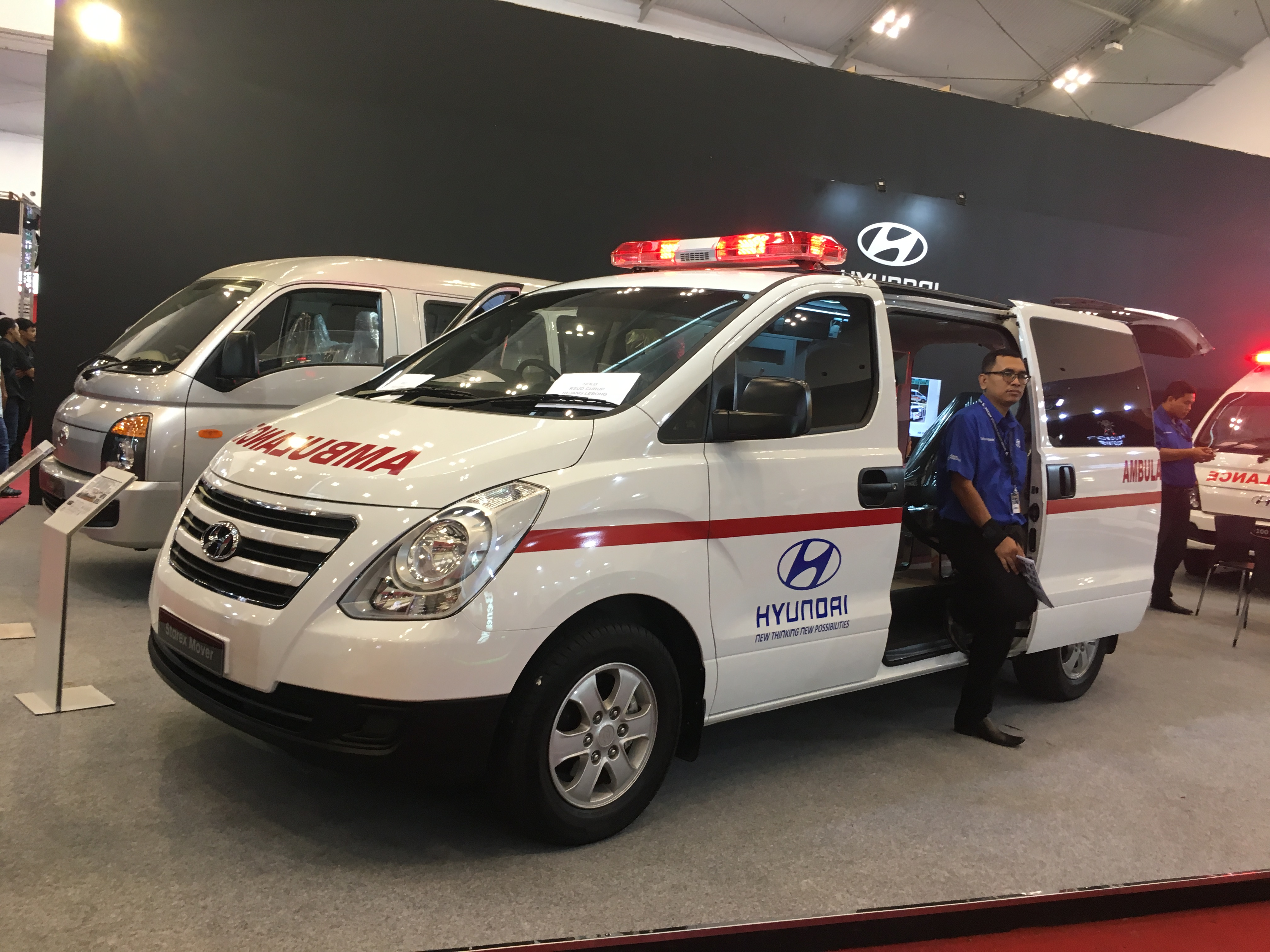
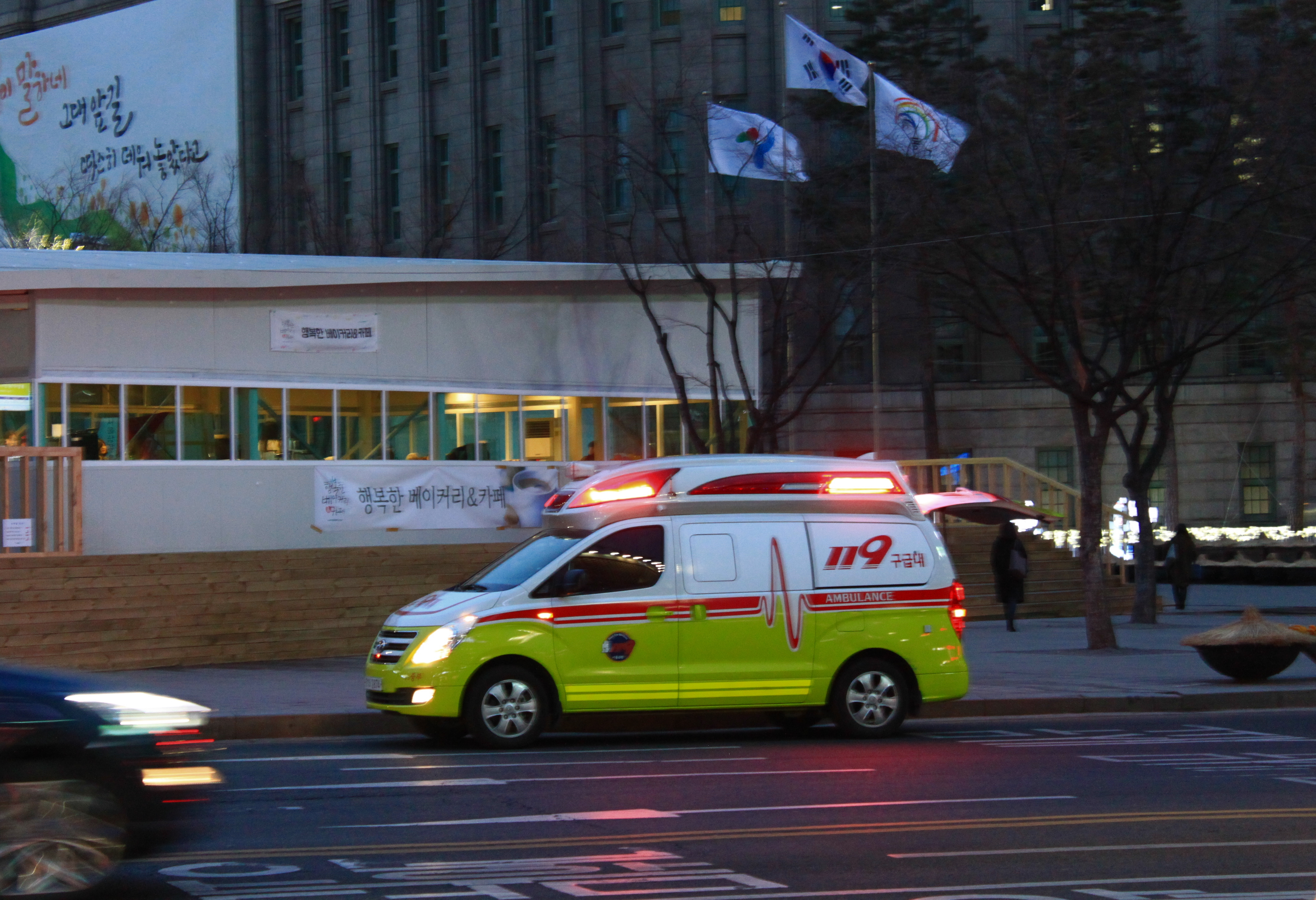
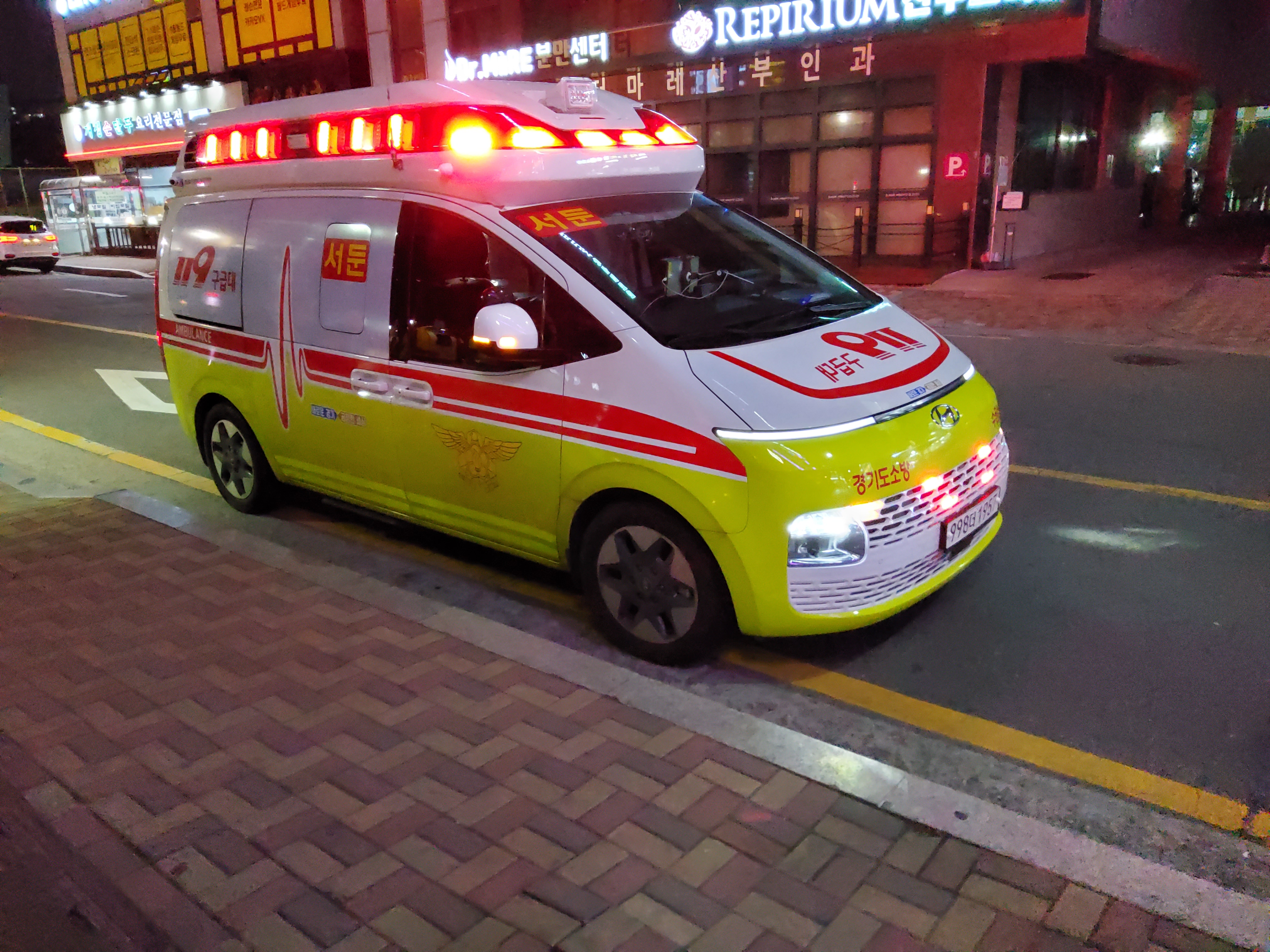

## 같이 보기
- 응급구조사
- 응급실
- 구급 상자
- 긴급구조 표준시스템

## 참고 문헌
1. ↑  응급의료에 관한 법률 시행규칙 39조, 보건복지부령 228호.
2. ↑  History of Trauma. http://www.trauma.org/archive/history/prehospital.html 보관됨 2014-08-10 - 웨이백 머신
3. ↑  History of Ambulances. http://www.emt-resources.com/History-of-Ambulances.html 보관됨 2014-02-21 - 웨이백 머신
4. 1 2  119 구급차 운행 역사 다시 쓰다, 소방방재신문, 2012년 11월 9일.
5. ↑  전주 예수병원 최초의 구급차 보관됨 2014-02-02 - 웨이백 머신 (연합뉴스)
6. ↑  의료법 제9조, 법률 제1035호, 1962.3.20. 전부개정.
7. ↑  Mulchong, 한국소방 100년사. http://mulchong.ye.ro/spboard/board.cgi?id=m_photo6&category=%B1%B8%B1%DE%C0%E5%BA%F1&cate_cnt=7 보관됨 2014-02-26 - 웨이백 머신
8. ↑  기록으로 만나는 대한민국:119 긴급 구조, 국가기록원. http://theme.archives.go.kr/next/koreaOfRecord/disasters.do?menuId=0902050000%5B깨진+링크(과거+내용+찾기)%5D
9. ↑  119구조ㆍ구급에 관한 법률 시행령 제 20조 구조ㆍ구급 요청의 거절

①구조대원은 법 제13조제3항에 따라 다음 각 호의 어느 하나에 해당하는 경우에는 구조출동 요청을 거절할 수 있다. 다만, 다른 수단으로 조치하는 것이 불가능한 경우에는 그러하지 아니하다.

1. 단순 문 개방의 요청을 받은 경우.

2. 시설물에 대한 단순 안전조치 및 장애물 단순 제거의 요청을 받은 경우.

3. 동물의 단순 처리·포획·구조 요청을 받은 경우.

4. 그 밖에 주민생활 불편해소 차원의 단순 민원 등 구조활동의 필요성이 없다고 인정되는 경우.

② 구급대원은 법 제13조제3항에 따라 구급대상자가 다음 각 호의 어느 하나에 해당하는 비응급환자인 경우에는 구급출동 요청을 거절할 수 있다. 이 경우 구급대원은 구급대상자의 병력·증상 및 주변 상황을 종합적으로 평가하여 구급대상자의 응급 여부를 판단하여야 한다.

1. 단순 치통환자.

2. 단순 감기환자. 다만, 섭씨 38도 이상의 고열 또는 호흡곤란이 있는 경우는 제외한다.

3. 혈압 등 생체징후가 안정된 타박상 환자.

4. 술에 취한 사람. 다만, 강한 자극에도 의식이 회복되지 아니하거나 외상이 있는 경우는 제외한다.

5. 만성질환자로서 검진 또는 입원 목적의 이송 요청자.

6. 단순 열상(裂傷) 또는 찰과상(擦過傷)으로 지속적인 출혈이 없는 외상환자.

7. 병원 간 이송 또는 자택으로의 이송 요청자. 다만, 의사가 동승한 응급환자의 병원 간 이송은 제외한다.

③ 구조·구급대원은 법 제2조제1호에 따른 요구조자(이하 "요구조자"라 한다) 또는 응급환자가 구조·구급대원에게 폭력을 행사하는 등 구조·구급활동을 방해하는 경우에는 구조·구급활동을 거절할 수 있다.

④ 구조·구급대원은 제1항부터 제3항까지의 규정에 따라 구조 또는 구급 요청을 거절한 경우 구조 또는 구급을 요청한 사람이나 목격자에게 그 내용을 알리고, 안전행정부령으로 정하는 바에 따라 그 내용을 기록·관리하여야 한다.
10. ↑  응급의료에 관한 법률 시행규칙 별표 16, 보건복지부령 228호.